# Harold Varmus
Harold Elliot Varmus  (ur. 18 grudnia 1939 w Oceanside) – amerykański wirusolog, noblista w dziedzinie fizjologii i medycyny w 1989 roku. Zajął 94. miejsce na liście Top 100 Public Intellectuals Poll. 17 maja 2010 prezydent Barack Obama mianował Harolda Varmusa dyrektorem Narodowego Instytutu Raka